# Hieracium mattfeldianum
Hieracium mattfeldianum es una especie de planta con flor del género Hieracium, de la familia Asteraceae, orden Asterales.

## Distribución
Hieracium mattfeldianum se distribuye por Bulgaria, Grecia y el noroeste de la Península balcánica.

## Taxonomía
Fue descrita científicamente por Zahn.